# Corynespora cambrensis
Corynespora cambrensis är en svampart som beskrevs av M.B. Ellis 1960. Corynespora cambrensis ingår i släktet Corynespora och familjen Corynesporascaceae.   Inga underarter finns listade i Catalogue of Life.